# Deilenaar

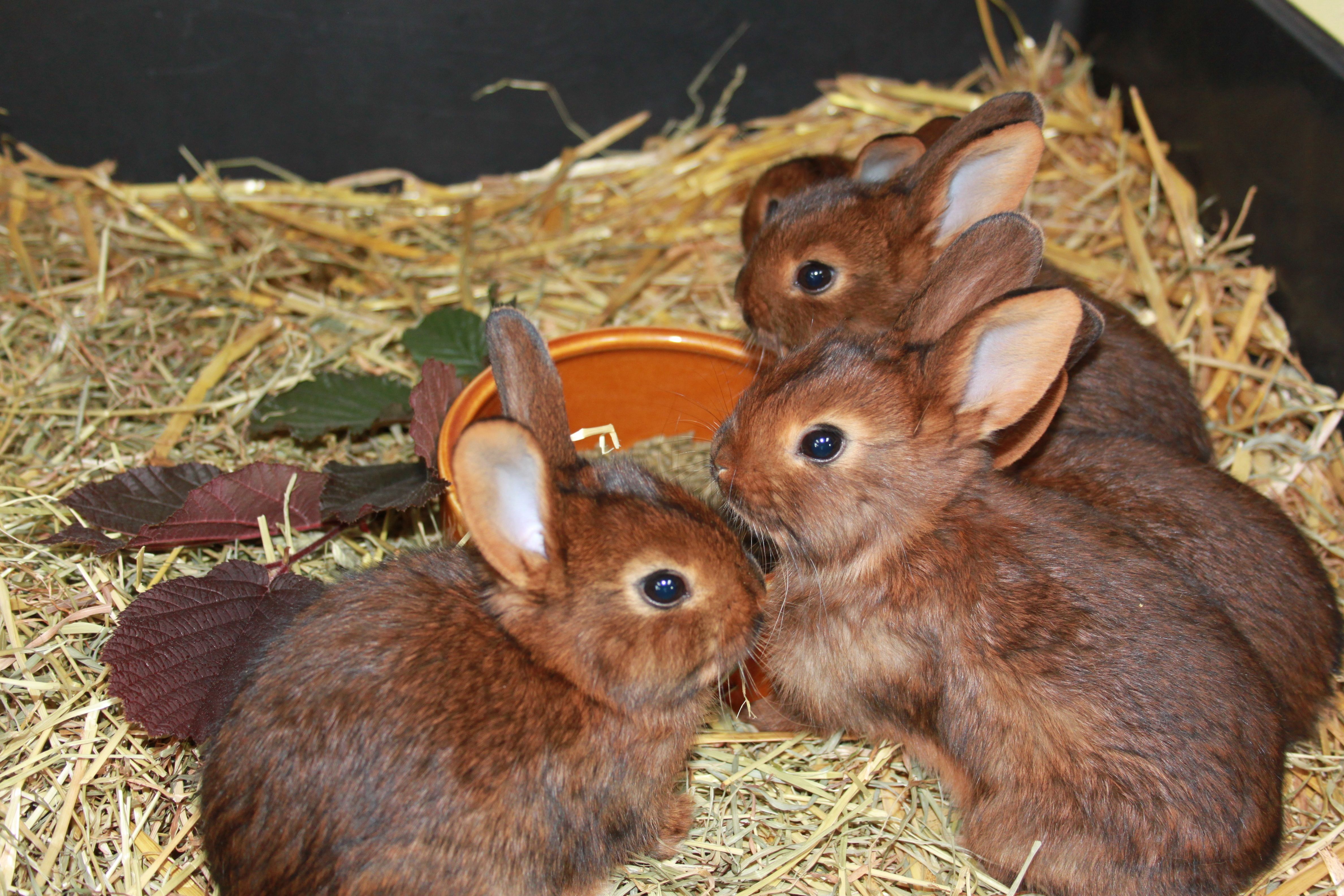
Lampreien, Deilenaar.

De deilenaar is een Nederlands konijnenras. Het konijn heeft een warme roodbruine dekkleur met een zwarte ticking en de vacht is wat langer dan die van andere kortharige konijnen. Deilenaars wegen rond 2 tot 3,5 kilo. Het ras is door G.W.A Ridderhof uit Deil in de Betuwe gefokt en werd in 1939 internationaal erkend. Men vermoedt dat hij onder andere Vlaamse reuzen, chinchillakonijnen, rode nieuw-zeelanders en tans heeft gebruikt.

## Eigenschappen
De deilenaar is een gemiddeld levendig konijn met een vriendelijke aard en het is sterk en robuust. Het is goed als huisdier geschikt maar wordt tegenwoordig vooral in handen van sportfokkers gehouden.